# Михлеев, Дмитрий Никанорович
Дмитрий Никанорович Михлеев (18 января 1942, Новое Ильмово, Первомайский район, Татарская АССР, РСФСР, СССР — 1 октября 2018, Минск, Беларусь) — советский и белорусский кинорежиссёр и сценарист игровых и документальных фильмов, писатель.

## Биография
Михлеев Дмитрий Никанорович родился 18 января 1942 года в чувашской деревне Новое Ильмово Татарской Автономной Советской Социалистической Республики, чуваш. Дмитрий последний — десятый ребёнок в семье. Читать научился в четыре года. Примерно в это же время начал рисовать, в последующие годы обнаружилась страсть к литературе: начал писать стихи и рассказы.
После окончания сельской школы поступил в Горно-техническое училище в Сталино (ныне Донецк), выучился на машиниста электровоза, окончил в 1961 году. Работал на шахте. Затем увлёкся живописью и поступил в Художественное училище в Казани. Но вскоре оставил учёбу и устроился на гармонную фабрику настройщиком гармошек.
В армию попал в ракетные войска стратегического назначения. Начал писать стихи и рассказы о сослуживцах, его рисунки об армейских буднях публиковались в армейской газете «Во славу Родины». Командиры разрешили Михлееву учиться в Московском заочном университете искусств, на факультете живописи и графики. Во время учёбы не раз участвовал в различных конкурсах, а на Всесоюзной выставке самодеятельных художников в Москве получил Диплом.
После армии увлёкся журналистикой. Поступил на отделение журналистики Казанского университета. Много писал и печатался, но оставил учёбу. Работал корреспондентом в газетах «Советская Татария», «Комсомолец Татарии». Поступил во ВГИК (конкурс 150 человек на место). Сокурсником Михлеева на режиссёрском факультете был Никита Михалков. Во время учёбы работал кочегаром в общежитии, затем художником на фабрике, а во время летних каникул — собкором журнала «Студенческий меридиан». Имел неприятности из-за первого курсового фильма «Картошка», в котором монотонно была отображена жизнь «маленького человека», но за студента заступился Илья Петрович Копалин. После окончания ВГИКа в 1972 году был приглашён на «Беларусьфильм».
С 1972 года режиссёр на «Беларусьфильме». Первой работой на студии стал документальный фильм «Диалог о картошке». Идея фильма была в том, что учёные Белоруссии вывели более двадцати сортов картофеля и продали их в страны Европы, а у себя в колхозах выращивались два-три неважных, но «тоннажных» сорта. Власти потребовали изъятия картины. Этого не произошло, но фильм был серьёзно отредактирован. Когда не было съёмок, Дмитрий Никанорович рисовал обложки сборников стихов или прозы, например, иллюстрировал книгу Ивана Шамякина «Экзамен на осень». Проработал на «Беларусьфильме» до 2001 года. В общей сложности участвовал в съемке около 30-ти художественных и документальных фильмов. Ряд фильмов Дмитрия Михлеева удостоены дипломов и призов на всесоюзных и международных кинофестивалях.
Автор книг «Поле перейдённое» (Чебоксары, 1985), «Ось земли» (Чебоксары, 2014).
Активный участник Чувашского общественно-культурного общества Беларуси, создал несколько документальных фильмов о нём.

## Награды и признание
Премии на кинофестивалях в Тегеране (1973), Вильнюсе (1981), Алма-Ате (1986), Гомеле (1996).
Член Союза кинематографистов СССР (1974), член Союза писателей Беларуси (2007)

## Работы

### Документальное кино
- 1972 — Диалог о картошке
- 1972 — Птица Икс
- 1974 — Косые майские дожди
- 1975 — В земле наши корни
- 1975 — Криничный звон
- 1979 — Пока есть сила
- 1980 — Хроника пребывания на Земле
- 1981 — Запад-81
- 1983 — Мир нашим детям
- 1985 — Интернат ты наш
- 1986 — Капля в музее
- 1988 — Кончерто гроссо
- 1989 — Хроника времён перестройки
- 1996 — Цветные сны с чёрно-белым финалом
- 1998 — Конец сезона туманов
- 2000 — Из рода Аптраманов (чув. Аптрамансен йăхĕнчен)

### Игровое кино
- 1976 — По секрету всему свету («Секрет третий»)
- 1977 — Три весёлые смены («Селюжёнок»)
- 1988 — Воля Вселенной
- 1999 — Шахтёры (также автор сценария)

### Книги
- 1985 — Поле перейденное
- 2014  — Ось земли